# Mon enfance (chanson)
Ne doit pas être confondu avec Mon enfance.
Pistes de Le Soleil noir
Mes hommes Du bout des lèvres
Mon enfance est une chanson écrite et interprétée par Barbara en 1968, diffusée la même année sur l'album Le Soleil noir. Le thème de la chanson évoque son enfance.

## Genèse

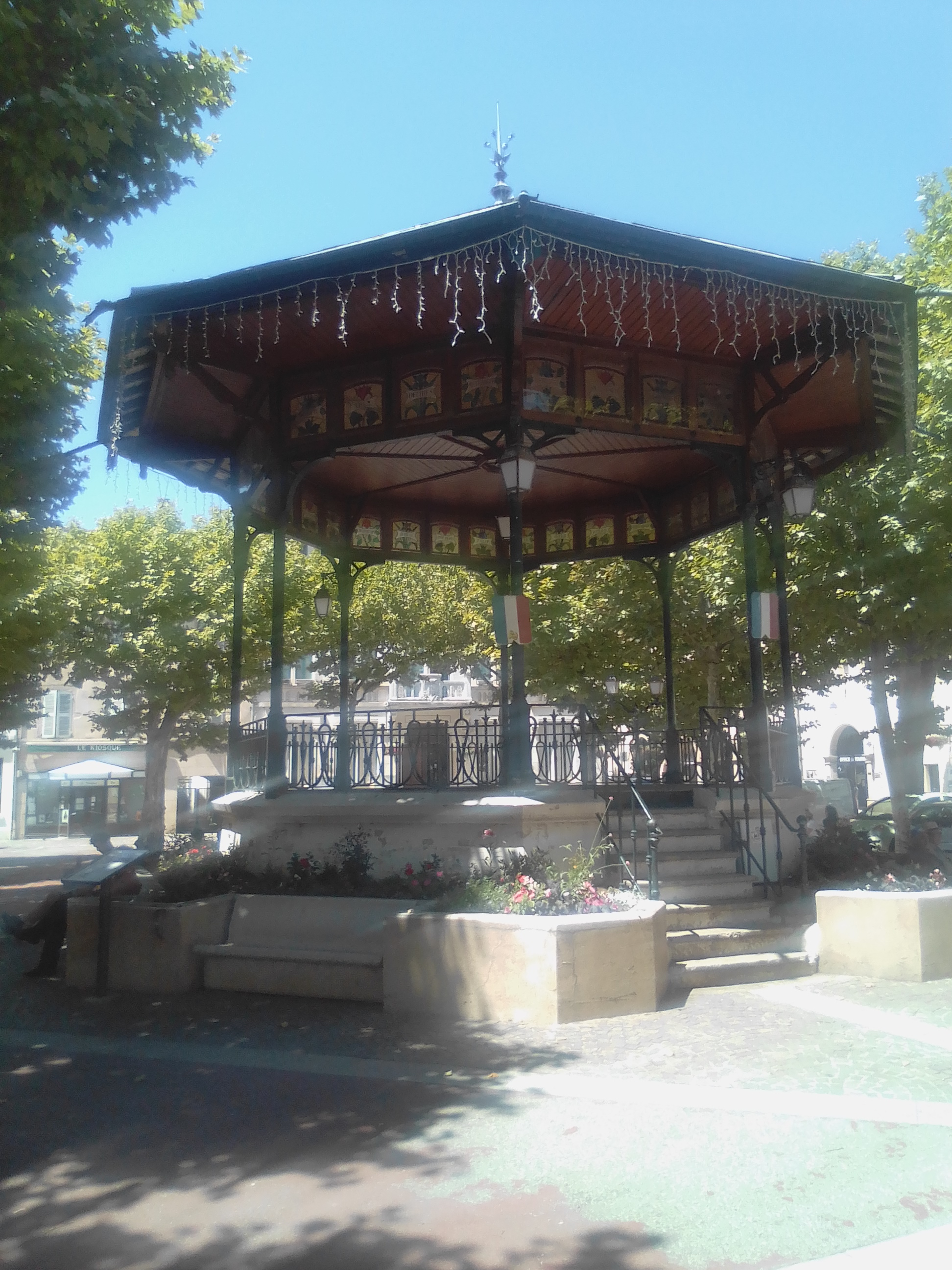
Kiosque à musique de Saint-Marcellin

Lors d'une tournée, organisée en 1967 ("qui est également l'année de sortie de sa chanson Göttingen ainsi que celle du décès de sa mère", Ceci est une erreur. Göttingen est sorti en 1965 sur "L'album numéro 2"), la chanteuse Barbara fait un détour nocturne à Saint-Marcellin, une petite ville de l'Isère où, enfant, elle était restée cachée (entre 1943 et 1945) durant l'occupation allemande avec toute sa famille dont notamment ses frères Jean et Jean-Claude et sa sœur Régine. Après avoir séjourné dans deux hôtels situés dans le centre-ville de la ville, la famille s’installe dans la campagne proche, dans une maisonnette mise à leur disposition par le cordonnier Adrien Cattot.
C'est ce court passage qui motivera la création de cette la chanson éditée en 1968 sur l'album Le soleil noir. Barbara, reconnaitra ensuite dans ses mémoires inachevées dénommées Il était un piano noir que Mon enfance est la seule chanson de tout son répertoire dans laquelle elle exprime des regrets, ses autres créations exprimant généralement de la nostalgie ne sont jamais accompagnées de ce type d'émotion,.
Marie Chaix, secrétaire de Barbara à l'époque, témoigne de ce passage à Saint-Marcellin, au cours d'une interview donnée pour RFI en 2007 :
« Pour Saint-Marcellin, on devait approcher de Grenoble où elle chantait, elle a dit à Pierre le chauffeur : "mais est-ce que c'est le Saint Marcellin que je connais ? Allons y …" [...] elle s'est arrêté, on a retrouvé la maison où elle avait vécu avec sa famille. Elle n'a rien dit, elle a pleuré abondamment derrière ses lunettes. [...] quelques jours après elle a écrit la chanson Mon enfance qui est une des plus belles chansons. C'était directement de l'autobiographie. »

## La chanson
Il s'agit d'une chanson nostalgique d'où  émanent de fortes sensations de souffrance, d'amertume, entraînant des regrets.
« J'ai eu tort, je suis revenue dans cette ville au loin perdue

Où j'avais passé mon enfance

J'ai eu tort, j'ai voulu revoir le coteau où glissait le soir [...] »
et se terminant par ses deux vers indiquant que cette nostalgie s'accompagne d'un certain effroi :
« [...] Pourquoi suis-je venue ici, où mon passé me crucifie

Etle dort à jamais mon enfance. »
Il s'agit d'une ballade simple évoquant l'enfance de Barbara, jouée au piano par l'artiste, accompagnée par l'orchestre de Michel Colombier ainsi que par l'accordéoniste Roland Romanelli.

## Discographie
1968 :
- Le Soleil noir (album)

1969
- Une soirée à l'Olympia (1969), en live (8e piste)

## Quelques reprises
- Sylvie Vartan :

Sylvie live (à l'Olympia), CD (Sony Music RCA 88697647622), 2010.
– Mon enfance. (13e piste)
et Une vie en musique, CD (Sony Music Columbia 88875167042), 2015.
– Mon enfance (5e piste).
Vincent Delerm interprète la chanson à l'occasion de l'édition 2017 du Printemps de Bourges dans le grand auditorium de la ville.